# 매리언 셀데스
메리언 셀더스(Marian Seldes, 영어 발음: /ˈmɛəriən ˈsɛldəs/, 1928년 8월 28일 ~ 2014년 10월 6일)는 미국의 배우이다. 연극 중심으로 활동하였으며, 토니상에 다섯 차례 후보로 올라 한 번 수상하였다.
1995년 미국 극장 명예의 전당(American Theater Hall of Fame)에 헌액되었고, 2010년 토니상 평생공로상을 수상하였다.

## 출연 작품

### 영화
- 나 홀로 집에 3 (1997) - 헤스 부인 역
- 마이 러브 리키 (1997)
- 모나리자 스마일 (2003)

### 연극
- 에쿠스 (1974-77)
- 죽음의 게임 (1978-82)
- 이바노프 (1997)